# Cygany (Mątowy Małe)
Cygany – część wsi Mątowy Małe w Polsce położona w województwie pomorskim, w powiecie malborskim, w gminie Miłoradz
Część wsi położona jest na obszarze Wielkich Żuław Malborskich, wchodzi w skład sołectwa Mątowy Małe.

W latach 1975–1998 część wsi administracyjnie należała do województwa elbląskiego.